# سیارک ۱۰۴۸۹۶
سیارک ۱۰۴۸۹۶ (به انگلیسی: 104896 Schwanden، نامگذاری:2000JL5) صد و چهار هزار و هشتصد و نود و ششمین سیارک کشف شده‌است که در ۲ مه ۲۰۰۰ کشف شد.